# Телефон
 Тази статия е за апарата.  За технологията вижте Телефония.  
Телефон (на гръцки: τῆλε – „далече“ и на гръцки: φωνή – „звук“) е телекомуникационен апарат, който предава и получава звук, най-често човешки глас, на големи разстояния. Телефоните са от така наречения тип от точка до точка комуникационна система, чиято основна функция е да позволи на двама души, разделени от големи разстояния, да разговарят помежду си. Той е един от най-често срещаните апарати в развития свят и отдавна се счита за абсолютна необходимост в предприятия, домакинства и правителствата. Думата телефон е приета и еднаква на много езици в целия свят.

## Устройство
Всички телефонни апарати имат следните части: микрофон, слушалка, звънец и клавиатура. Микрофонът и слушалката обикновено са интегрирани в едно (слушалка), която се поставя близо до лицето, за да се говори. Клавиатурата може да бъде част базовата единица или от слушалката. В миналото се е използвала шайба за импулсно набиране на номерата, а модерните телефони с клавиатура са с тонално набиране. Стационарен телефон е този, който е свързан с електрическа двойка кабели (чифт) към телефонната мрежа, а мобилен телефон или клетъчен телефон е преносимо устройство, което комуникира с телефонната мрежа посредством радиовълни. Безжичен телефон (също DECT телефон, на английски: Digital Enhanced Cordless Telecommunications – цифрова усилена безжична комуникация) е преносим стационарен телефон от две части: подвижна слушалка, комуникираща безжично с базата – телефонен апарат, свързан по кабел към телефонната мрежа и може да се използва само в ограничен периметър около него.
Микрофонът преобразува звуковите вълни в електрически сигнали, които се изпращат чрез телефонната мрежа към друг телефон, който ги приема и преобразува обратно в звукови вълни в слушалката на другия телефон. Телефоните са дуплексна комуникационна среда, което означава, те позволяват на хората и от двете страни да говорят едновременно. Телефонната мрежа (състояща се най-общо от световната мрежа от телефонни кабели, фиброоптика, микровълново предаване, клетъчна мрежа, спътникови комуникации и подводни телефонни кабели, свързани с отделни пренасочващи центрове) позволява всеки телефон в света да се свързва с всички останали. Всяка телефонна линия има идентификационен номер, който се нарича телефонен номер (но в разговорния език се използва и само телефон). За да се започне телефонен разговор с друг телефон, потребителят въвежда номера на другия телефон посредством числовата клавиатура на своя, той изпраща сигнал, другият телефон го приема, звъни и връзката се осъществява. Графичните символи, използвани за обозначаване на телефонна услуга или телефонна информация, включват ℡ (U + 2121), ☎ (U + 260E), ☏ (U + 260F) и ✆ (U + 2706).
Въпреки че първоначално е проектирана за гласова комуникация, системата е пригодена и за предаване на данни – например по телекс, факс и Интернет.
Съвременният стандарт за телефония предвижда предаването на сигнала в честотна лента 0,3 – 3,4 kHz. Основните части на телефона са телефонен трансформатор и микрофон и телефонна капсула, обединени конструктивно в т.нар. телефонна гарнитура (слушалка). Микрофонът преобразува звука, генериран при говорене, в електрически сигнал. Телефонната капсула преобразува получения от събеседника електрически сигнал в звук. Телефонният трансформатор намалява до минимум силата, с която се чуват в слушалката звуците, приети от микрофона, като ги изпраща само към насрещния телефон. Електрическият сигнал се предава по проводници към телефонна централа, която пренасочва (комутира) сигнала към централата на търсения абонат. При мобилните телефони апаратът преобразува електрическия сигнал в радиосигнал, който се предава чрез т.нар. базови станции към съответната телефонна централа.
Между централите предаването на електрическия сигнал се извършва по най-различни начини. Класическият е чрез проводници, с вариант посредством високочестотни уредби (уплътнителни уредби), като няколко нискочестотни сигнала се модулират с по-висока носеща честота. Високочестотният сигнал вече може да бъде предаван на големи разстояния, както по проводници, така и по радиорелейни и радиовръзки. Частен случай на радиорелейните връзки са спътниковите връзки.

## История

### Механични устройства
Преди изобретяването на електромагнитните устройства, хората използват механични средства за предаване на звук и да комуникират помежду си на разстояние – така например по тръби и други подобни среди. Един от най-разпространените варианти, който днес е детска игра, представлява две хартиени чаши или консервни кутии, свързани с връв или конец. Принципът е следният: когато връвта се опъне и някой говори в една от консервните кутии, дъното действа като мембрана, преобразувайки звуковите вълни в надлъжни механични вибрации, които от своя страна създават напрежение във връвта. Тези отклонения в напрежението, създават вълни, които пътуват до другия край, дъното на другата консервена кутия започва да вибрира по същия начин като първата, като по този начин пресъздава звука.

### Изобретяването на телефона
Изобретяването на телефона става възможно благодарение на усъвършенстването на електрическия телеграф. Често се спори кой е създателят на телефона, тъй като редица учени и изобретатели участват в този процес. Ранната история на телефона все още не е изяснена и е обсипана с противоречия, твърдения и контратвърдения, които стават още по-объркващи от многобройните дела по установяване на патент. Патенти в крайна сметка са дадени на Александър Греъм Бел и Томас Едисън.
През 1861 г. немският физик и изобретател Йохан Филип Райс ( Johann Philipp Reis) демонстрирал устройство, с което можело да се предават музикални тонове и човешка реч с проводници. Апаратът имал оригинална конструкция на микрофон, захранващ източник (галваническа батерия) и устройство за възпроизвеждане на звука (високоговорител). Райс нарекъл конструираното устройство телефон (Telefon).
Телефонът, получил популярност като конструкция и масово приложение, е изобретен през 1876 г. от шотландския учен и изобретател Александър Греъм Бел, професор в Бостънския университет. Първите думи, предадени по телефона от Бел, са до съседната стая, където се намирал помощникът му Томас Уотсън.
- Антонио Меучи 1854 г. създава устройства, подобни на телефона
- Йохан Филип Райс[4] 1860 г. създава прототип на телефон, днес наречен райс телефон
- Александър Греъм Бел получава патент за изобретяването на телефона през 1876 г.
- Елайша Грей 1876 г. създава телефон с воден микрофон
- Тивадар Пушкаш[5] изобретява телефонната централа в 1876 г.
- Томас Едисън изобретява въглеродния микрофон, при който сигналът е много по-силен

### В България
Първата телефонна връзка в България е осъществена в сегашния град Пордим. Това става през 1877 г. по време на Руско-турската война при обсадата на Плевен. Свързали са се крал Карол I от щаба на румънската армия и княз Николай Николаевич от щаба на руската армия. Днес и двете сгради са музеи.
Телефонът е въведен официално в България през 1879 г., като свързвал кабинета на губернатора на град Пловдив с канцеларията му. Първата междуселищна телефонна връзка в България е осъществена през 1891 г. между София и Пловдив.
През август 1895 г. българското правителство посещава Русе във връзка с откриване на телефонната линия със столицата. 